# 平林牧子

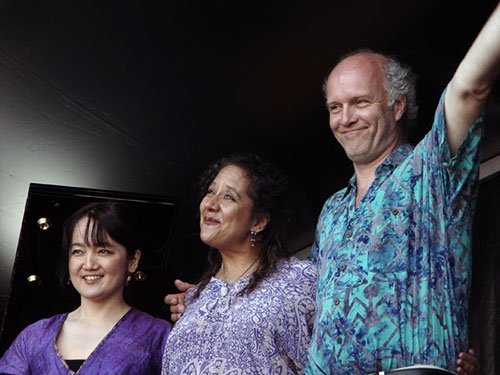
平林牧子トリオ マリリン・マズール (ドラム)、クラウス・ホウマン (ベース)と

平林牧子（Makiko Hirabayashi、1966年 - ）は、デンマークに拠点を置く日本のジャズ・ピアニストである。彼女は4歳でピアノを弾き始め、その後、9歳でヴァイオリンを弾き始めた。10代で、映画音楽の作曲に興味を持つようになり、ボストンのバークリー音楽大学の奨学金を獲得して、ジャズと即興演奏にもっと関わるようになった。卒業後、コペンハーゲンに移り、ピアニストおよび作曲家としてのキャリアを歩み始めた。
彼女の作曲は、クラシック音楽、ジャズ、極東や北欧のムードをもった音楽といった要素に触発されている。

## ディスコグラフィ

### リーダー・アルバム
- 『マキコ』 - Makiko (2006年、Enja) ※平林牧子トリオ名義。クラウス・ホウマン (ベース)、マリリン・マズール (ドラム、パーカッション、ボイス)参加
- Grey to Blue (2008年、Stunt) ※Mariane Bitran / Makiko Hirabayashi Quintet名義
- 『ハイド・アンド・シーク』 - Hide and Seek (2009年、Enja) ※平林牧子トリオ名義
- Binocular (2010年、Stunt) ※フレミング・アゲルスコフと連名
- 『シュアリー』 - Surely (2013年、Enja) ※平林牧子トリオ名義[1]
- 『ゴング』 - Gong (2016年、Gateway) ※ボブ・ロックウェルとのデュオ
- 『ホエア・ザ・シー・ブレイクス』 - Where The Sea Breaks (2018年、Enja/Yellowbird) ※平林牧子トリオ名義
- 『ウィーヴァーズ』 - Weavers (2021年、Enja)